# كارمن بيتروفيتش
مونيكا كليسارا (بالصربية: Моника Клисара)‏ ؛ هي من مواليد 29 أكتوبر 1995) هو مصارعة محترفة كندية من أصل بوشناقي ( اهل البوسنة و الهرسك ) . و هي مُوقعة حاليًا مع دبليو دبليو إي حيث تصارع في علامة إن إكس تي التجارية تحت اسم الحلبة كارمين بيتروفيتش . 
وُلدت مونيكا كليسارا في البوسنة والهرسك ، وانتقلت إلى كندا مع بداية الحرب البوسنية و بدأت تعلم الكاراتيه و بدأت المنافسة في سن مبكرة . ظهرت لأول مرة في رياضة مصارعة المحترفين في عام 2022، لتصبح أول امرأة من أصل بوسني توقع مع الدبليو دبليو إي.

## حياتها المبكرة
ولدت مونبكا كليسارا في مدينة زينيكا ، بدولة البوسنة و الهرسك . انتقلت مونيكا مع والديها إلى مدينة تورنتو ، بدولة كندا في منتصف التسعينيات للهروب من حرب البوسنة .  و هي تنمي للعرق الكرواتي البوسني و الصربي البوسني .  و لقد التحقت سابقًا بجامعة رايرسون . 

## مهنة الفنون القتالية
مونيكا كليسارا هي بطلة سابقة في رياضة الكاراتيه. حيث أحترفت الرياضة منذ سن مبكرة و عندما كانت في السابعة عشر من عمرها ، أصبحت عضوة في فريق الكاراتيه الوطني الكندي و فريق الكاراتيه الإقليمي في مقاطعة أونتاريو. فازت بالميداليات الذهبية في مسابقة كأس فونسيكا، و مسابقة مقاطعة أونتاريو، وألعاب أونتاريو الأولمبية الصيفية . 

## مسيرة المصارعة المحترفة

### WWE (2022 حتى الآن)
ظهرت مونيكا كليسارا لأول مرة في دبليو دبليو إي في عرض إن إكس تي في نوفمبر 2022 تحت اسمها الحقيقي. و خاضت أول مباراة لها في حلقة 28 يوليو 2023 من عرض <i id="mwOA">NXT Level Up</i> تحت اسم الحلبة كارمن بيتروفيتش حيث خسرت أمام آيفي نايل .  و في عرض إن إكس تي بتاريخ 17 أكتوبر من عام 2023 ، حققت كارمن بيتروفيتش أول انتصار فردي لها على شاشة التلفزيون عندما نافست في بطولة NXT Women's Breakout لعام 2023 ، حيث قامت بإقصاء جايدا باركر في الجولة الأولى.  خلال الأسبوع التالي في عرض إن إكس تي بتاريخ 24 أكتوبر من عام 2023 ، تم إقصاء بيتروفيتش في الجولة نصف النهائية على يد لولا فايس . 
في عرض إن إكس تي بتاري 2 يوليو من عام 2024، دخلت بيتروفيتش في نزال فردي مع جازمين نيكس لكنه خسر بسبب تدخل من جاسي جاين . من شأن هذا أن يمهد الطريق لمباراة فرق الزوجي بين بيتروفيتش مع مواطنته الكندية أريانا جريس ضد جازمين نيكس وجاسي جاين في عرض NXT Heatwave الذي أقيم في 7 يوليو من نفس العام ، حيث فازت كل من بيتروفيتش و جريس. بعد المباراة، حدث خلاف بين جريس وبيتروفيتش حول من ساهم في تحقيق الفوز في المباراة، مما دفع المديرة العامة لعرض إن إكس تي آفا إلى تحديد موعد مباراة بينهما .  

## الحياة الشخصية
تم الإبلاغ في 10 نوفمبر 2023 عن أن مونيكا كليسارا كانت على علاقة مع لاعب كرة السلة البرازيلي المحترف برونو كابوكلو . 

## البطولات والإنجازات

### سجل الفنون القتالية
- الألعاب الأولمبية الصيفية في أونتاريو
  - المركز الأول ( المدالية الذهبية ) [5]
- كأس العالم كوبوتا
  - المركز الأول (المدالية الذهبية ) [5]
- كأس فونسيكا
  - المركز الأول (االمدالية الذهبية) (3 مرات) [5]
  - جائزة "المتسابقة الأكثر تميزًا بشكل عام" [5]
- الكاراتيه الوطني الكندي
  - المركز الثاني (المدالية الفضية) (مرتين) [5]
- الألعاب الأمريكية
  - المركز الخامس (المؤهلة لكأس العالم) [5]

## روابط خارجية
- كارمن بيتروفيتش موقع دبليو دبليو إي
- كارمن بيتروفيتش على موقع ريسلينغ داتا
- كارمن بيتروفيتش على موقع كيدج ماتش